# Theaudience (альбом)
| Оценки критиков | Оценки критиков |
| Источник        | Оценка          |
| --------------- | --------------- |
| NME             | (4/10)          |
| The Guardian    | [ 2 ]           |
| The Independent | (Положительный) |

Theaudience — дебютный и единственный студийный альбом британской группы Theaudience. После своего выхода 17 августа 1998 года альбом занял 22 место в UK Albums Chart. Ведущий вокал исполнила Софи Эллис-Бекстор.

## Об альбоме
Всего из альбома было выпущено четыре сингла. Первый сингл «I Got the Wherewithal» был выпущен в октябре 1997 года и достиг 170 места в UK Singles Chart. Второй сингл «If You Can't Do It When You're Young; When Can You Do It?» был выпущен в феврале 1998 года и достиг 48 места в чартах. В мае того же года состоялся релиз третьего сингла «A Pessimist Is Never Disappointed». Ему удалось занять 27 место в чартах. Спустя два месяца состоялся релиз сингла «I Know Enough (I Don't Get Enough)», который достиг 25 места в чартах. Также на песню «If You Can’t Do It When You’re Young; When Can You Do It?» был снят музыкальный видеоклип, режиссёром которого выступил отец Софи Эллис-Бекстор, Робин Бекстор. В данном музыкальном видео снялась младшая сестра Софи, Марта-Роуз. Также планировался выпуск пятого сингла «Keep in Touch», однако выпуск его был отменён. Виниловое издание альбома вышло на сверкающем виниле ограниченным тиражом в 1500 копий.

## Список композиций
1. «A Pessimist Is Never Disappointed» — 3:44
2. «Now That You Are 18» — 2:52
3. «Mr. Doasyouwouldbedoneby» — 3:45
4. «I Know Enough (I Don’t Get Enough)» — 3:14
5. «Keep in Touch» — 3:41
6. «I Got the Wherewithal» — 3:48
7. «Harry Don’t Fetch the Water» — 4:37
8. «If You Can’t Do It When You’re Young; When Can You Do It?» — 3:52
9. «Running Out of Space» — 2:53
10. «You Get What You Deserve» — 4:08
11. «The More There Is to Do» — 4:09
12. «Bells for David Keenan» — 1:11
13. «Shoebox Song» — 3:34
14. «How’s That?» — 6:51

- Бонус-диск ограниченного издания

1. «Mr. Doasyouwouldbedoneby» (original version) — 3:51
2. «I Know Enough (I Don’t Get Enough)» (original version) — 3:56
3. «A Pessimist Is Never Disappointed» (Blah St acoustic version) — 3:38
4. «You Get What You Deserve» (piano version) — 3:02
5. «Keep in Touch» (piano version) — 4:01
6. «I Can See Clearly» — 3:39